# Carrapato
Carrapatos ou carraças são pequenos aracnídeos ectoparasitas hematófagos, responsáveis pela transmissão de inúmeras doenças. Registros fósseis sugerem sua existência há pelo menos 90 milhões de anos, com mais de 800 tipos.

## Biologia
Carrapato é o nome popular do artrópode da subclasse Acarina (ácaros), da ordem Ixodida, podendo ser classificado nas famílias  Nuttalliellidae, Ixodidae ou Argasidae, tendo a primeira apenas uma espécie e as duas últimas, aproximadamente 700 e 200 espécies respectivamente.

### Árvore filogenética
A árvore filogenética dos carrapatos (Ixodida) é exibida no cladograma abaixo.
|  | Nuttalliellidae (um carrapato do sul da África)                                          |
|  |                                                                                          |
|  | \| \| Ixodidae (carraças duras) \| \| \| \| \| \| Argasidae (carraças moles) \| \| \| \| |
|  |                                                                                          |
|  | Ixodidae (carraças duras)                                                                |
|  |                                                                                          |
|  | Argasidae (carraças moles)                                                               |
|  |                                                                                          |

|  | Ixodidae (carraças duras)  |
|  |                            |
|  | Argasidae (carraças moles) |
|  |                            |

|  | Nuttalliellidae (um carrapato do sul da África)                                          |
|  |                                                                                          |
|  | \| \| Ixodidae (carraças duras) \| \| \| \| \| \| Argasidae (carraças moles) \| \| \| \| |
|  |                                                                                          |
|  | Ixodidae (carraças duras)                                                                |
|  |                                                                                          |
|  | Argasidae (carraças moles)                                                               |
|  |                                                                                          |

|  | Ixodidae (carraças duras)  |
|  |                            |
|  | Argasidae (carraças moles) |
|  |                            |

|  | Nuttalliellidae (um carrapato do sul da África)                                          |
|  |                                                                                          |
|  | \| \| Ixodidae (carraças duras) \| \| \| \| \| \| Argasidae (carraças moles) \| \| \| \| |
|  |                                                                                          |
|  | Ixodidae (carraças duras)                                                                |
|  |                                                                                          |
|  | Argasidae (carraças moles)                                                               |
|  |                                                                                          |

|  | Ixodidae (carraças duras)  |
|  |                            |
|  | Argasidae (carraças moles) |
|  |                            |

|  | Nuttalliellidae (um carrapato do sul da África)                                          |
|  |                                                                                          |
|  | \| \| Ixodidae (carraças duras) \| \| \| \| \| \| Argasidae (carraças moles) \| \| \| \| |
|  |                                                                                          |
|  | Ixodidae (carraças duras)                                                                |
|  |                                                                                          |
|  | Argasidae (carraças moles)                                                               |
|  |                                                                                          |

|  | Ixodidae (carraças duras)  |
|  |                            |
|  | Argasidae (carraças moles) |
|  |                            |

## Localização
Encontra-se difundido por toda a Terra tanto no campo como na cidade. O principal motivo de sua ação é o ser humano ou animal de cujo sangue se alimenta, sendo por isso considerado hematófago e um dos principais vetores de vírus, bactérias (especialmente as riquétsias) e protozoários, que transmitem doenças ao homem e animais.
Existem espécies a partir de 0,25 mm de diâmetro. Vivem em touceiras, capim, no chão, em climas úmidos ou secos.
Os carrapatos geralmente têm a forma oval e quando em jejum são planos no sentido dorso-ventral, porém após se alimentarem ficam convexos e até esféricos.
Sua carapaça é composta por quitina, na forma de um exoesqueleto, bem resistente e firme em relação a sua pouca espessura.

## Tipos de parasitismo
Carrapatos da família Argasidae normalmente não permanecem aderidos ao hospedeiro por períodos prolongados; passam a maior parte do tempo no ambiente (escondidos em frestas e em abrigos de animais, por exemplo) e procuram o hospedeiro apenas para se alimentar, normalmente quando estes dormem. Esses carrapatos são notáveis por poderem permanecer em jejum por períodos prolongados, frequentemente mais de um ano, esperando pela oportunidade de se alimentar. Já os carrapatos da família Ixodidae permanecem longos períodos sobre seus hospedeiros.
Há dois principais tipos de parasitismo:
- Carrapatos de um hospedeiro, como o carrapato do boi Boophilus microplus, aderem ao hospedeiro quando ainda na fase de larva, alguns dias após eclodirem dos ovos; após iniciarem o parasitismo, crescem ficando com aspecto "ingurgitado", realizam mudas chegando à fase adulta. Após as fêmeas estarem alimentadas (ingurgitadas) com o sangue, caem no solo e procuram um local protegido para realizar a postura de ovos. As fêmeas produzem milhares de ovos, morrendo em seguida;
- Carrapatos de dois hospedeiros, em que os estágios de larva e ninfa ocorrem no mesmo hospedeiro, mas o estágio de adulto num hospedeiro diferente;
- Carrapatos de três hospedeiros, como o carrapato do cavalo Amblyomma cajennense: esses carrapatos caem ao solo para realizar as mudas, subindo em um novo hospedeiro em seguida.

## Desenvolvimento em bovinos
As famílias Ixodidae e argasidae são conhecidas como carrapatos. A mais importante é a Ixodidae, cujos membros são frequentemente denominados carrapatos duros, por causa da presença de um rígido escudo quitinoso que cobre toda a superfície dorsal do macho adulto; na fêmea adulta, na larva e na ninfa, ele se estende apenas por uma pequena área, permitindo a dilatação do abdômen depois da alimentação. A outra família é a Argasidae, ou carrapatos moles, assim chamados por não possuírem escudos; incluídos nestas famílias estão os "carrapatos das aves" e os “carrapatos do chão”. O carrapato mais comum nos bovinos é o Boophilus microplus. É um ectoparasito hematófago, pertencente à família dos Ixodídeos, classe dos ácaros, ao filo dos artrópodes e ao reino animal.

### Prejuízos
Os carrapatos causam grandes prejuízos devido à sua eficiência reprodutiva, pois seu ciclo se completa em 21 dias e cada fêmea põe em media 3000 ovos. Por isso qualquer dano que o carrapato cometa toma enormes dimensões. Este ácaro leva a um atraso no desenvolvimento, enfraquecimento pela perda de sangue, irritação do animal parasitado e desvalorização do couro. Observa-se, também, queda na produção de leite e na engorda dos animais. O carrapato também é um agente transmissor de doenças, entre elas a mais importante é a tristeza parasitária bovina, responsável por perdas econômicas significativas.

### Função dos carrapaticidas
Os carrapaticidas têm como princípio ativo os mesmos dos inseticidas de uso geral, diferindo apenas na apresentação fisioquímica, a fim de poderem ser usados em banheiro de imersão, aspersão ou pouron. A eficácia dos carrapaticidas é limitada, já que os carrapatos são parasitas capazes de desenvolver resistência a produtos químicos e passá-la para gerações seguintes. Há muito tempo tem-se verificado problema de resistência dos parasitas aos medicamentos químicos. A cada ano que passa, novos medicamentos são lançados no mercado com o intuito de eliminar o mais rápido possível os ectoparasitos, não buscando entretanto, o equilíbrio do ambiente com estas "pragas".

### Cuidados pessoais
Para evitar possibilidade de contaminação pela Febre Maculosa Bovina alguns cuidados devem ser tomados visando reduzir a possibilidade de picada e fixação dos carrapatos nos humanos:
- Uso de roupas claras, camisa de manga comprida e botas de cano longo com a proteção de fita adesiva entre a calça e a bota.
- Vistoriar o corpo e retirar os carrapatos imediatamente após terminar a atividade de campo.
- Não esmagar entre as unhas para não correr o risco de contaminação. Para retirar os carrapatos da roupa pode ser usada fita adesiva e, em seguida, ferver as roupas antes de lavar.

Se dias após o contato com carrapatos aparecerem sintomas como gripe forte (febre, desânimo, dores no corpo), falta de apetite ou manchas na pele, deve-se procurar um médico imediatamente e informar sobre o contato com carrapato. É importante lembrar que as larvas e ninfas são os principais responsáveis pela transmissão da febre maculosa brasileira.

### Controle
As galinhas podem ser usadas para controle de carrapatos, uma vez que se alimentam deles.

## Espécies

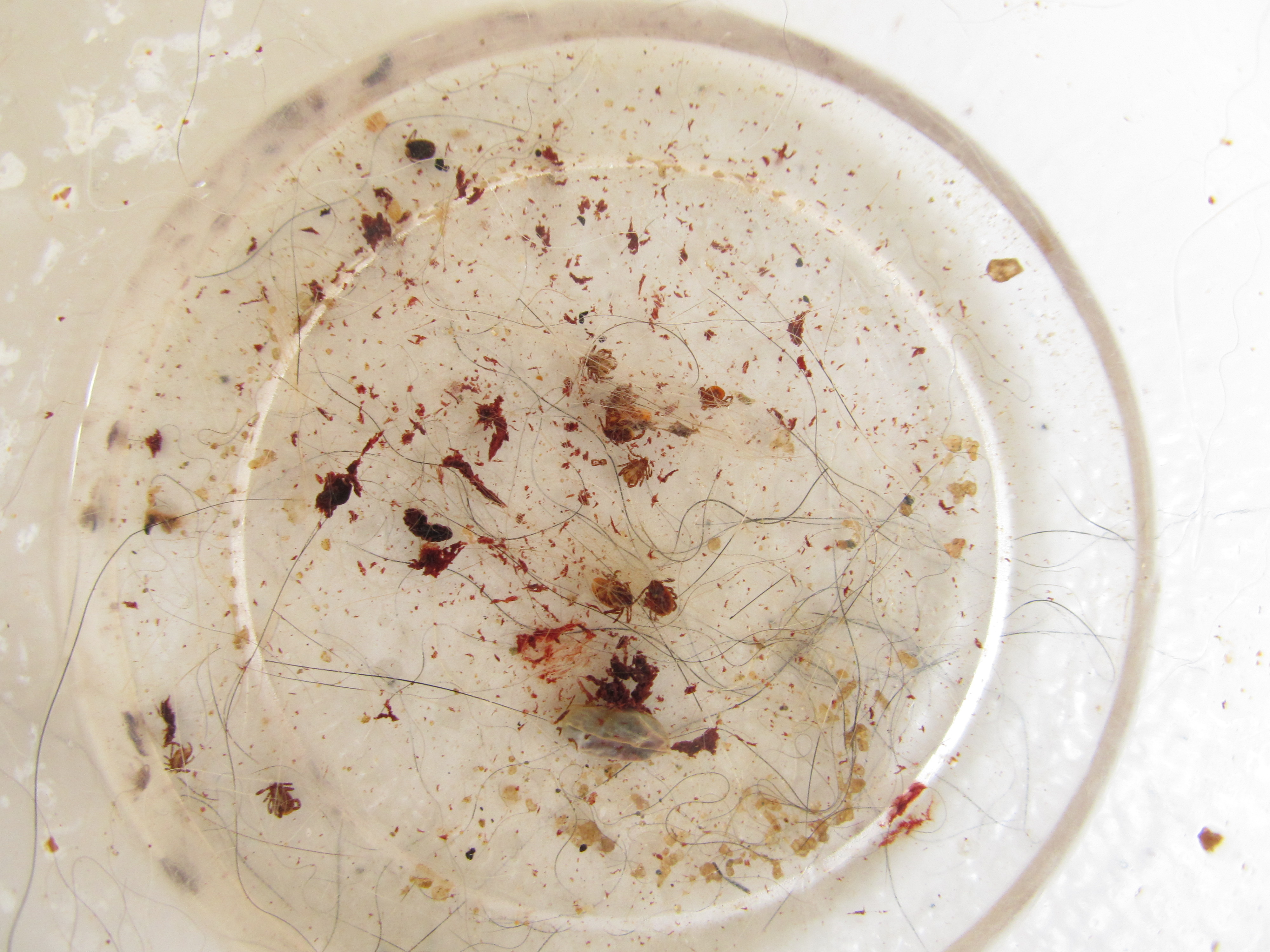
Carrapatos diversos

- Argas
- Dermacentor
- Haemaphysalis
- Hyalomma
- Ornithodorus
- Rhipicephalus
- Ixodes

### Região neotropical
Na região neotropical há reladatas por volta de 200 espécies de carrapatos. Em relação aos carrapatos encotrados parasitando humanos, são 28 espécies na América do Sul. Neste sentido o gênero Amblyomma tem maior destaque no continente, em contraste a América do Norte, Europa e Ásia que podem ter outros em destaque. O Brasil em específico registra uma enorme diversidade com aproximadamente 70 espécies na última lista de espécias, publicada em 2019, divididas entre as famílias Argasidae (25 spp.) e Ixodidae (51 spp.), com 21 destas já relatadas parasitando humanos no País.
| Ixodidae                                            | Argasidae                                              |
| --------------------------------------------------- | ------------------------------------------------------ |
| Amblyomma Koch                                      | Antricola Cooley & Kohls                               |
| Amblyomma aureolatum (Pallas, 1772)                 | Antricola delacruzi Estrada-Peña et al. (2004)         |
| Amblyomma auricularium (Conil, 1878 )               | Antricola guglielmonei Estrada-Peña et al. (2004)      |
| Amblyomma brasiliense Aragão (1908)                 | Antricola inexpectata Estrada-Peña et al. (2004)       |
| Amblyomma cajennense (Fabricius, 1787)              | Argas Latreille                                        |
| Amblyomma calcaratum Neumann, 1899                  | Argas miniatus Koch, 1844                              |
| Amblyomma coelebs Neumann, 1899                     | Nothoaspis Keirans & Clifford                          |
| Amblyomma dissimile Koch, 1844                      | Nothoaspis amazoniensis Nava et al., 2010              |
| Amblyomma dubitatum Neumann, 1899                   | Ornithodoros Koch                                      |
| Amblyomma fuscum Neumann, 1907                      | Ornithodoros brasiliensis Aragão, 1923                 |
| Amblyomma geayi Neumann, 1899                       | Ornithodoros capensis Neumann, 1901                    |
| Amblyomma goeldii Neumann, 1899                     | Ornithodoros cavernicolous Dantas-Torres et al. (2012) |
| Amblyomma humerale Koch, 1844                       | Ornithodoros cerradoensis Muñoz-leal et al., 2021      |
| Amblyomma incisum Neumann, 1906                     | Ornithodoros faccinii Barros-Battesti et al., 2015     |
| Amblyomma latepunctatum Tonelli-Rondelli, 1939      | Ornithodoros fonsecai (Labruna and Venzal, 2009)       |
| Amblyomma longirostre (Koch, 1844)                  | Ornithodoros guaporensis Nava et al., 2013             |
| Amblyomma naponense (Packard, 1869)                 | Ornithodoros hasei (Schulze, 1935)                     |
| Amblyomma nodosum Neumann, 1899                     | Ornithodoros kohlsi Guglielmone & Keirans, 2002        |
| Amblyomma oblongoguttatum Koch, 1844                | Ornithodoros marinkellei Kohls et al., 1969            |
| Amblyomma ovale Koch, 1844                          | Ornithodoros mimon Kohls et al., 1969                  |
| Amblyomma pacae Aragão, 1911                        | Ornithodoros rietcorreai Labruna et al., 2016          |
| Amblyomma parkeri Fonseca and Aragão, 1952          | Ornithodoros peropteryx Kohls et al., 1969             |
| Amblyomma parvum Aragão (1908)                      | Ornithodoros rondoniensis (Labruna et al., 2008)       |
| Amblyomma pictum Neumann, 1906                      | Ornithodoros rostratus Aragão, 1911                    |
| Amblyomma pseudoconcolor Aragão (1908)              | Ornithodoros rudis Karsch, 1880                        |
| Amblyomma romarioi Martins et al., 2019             | Ornithodoros saraivai Muñoz-Leal et al., 2017          |
| Amblyomma romitii Tonelli-Rondelli, 1939            | Ornithodoros setosus Kohls et al., 1969                |
| Amblyomma rotundatum Koch, 1844                     | Ornithodoros stageri Cooley and Kohls, 1941            |
| Amblyomma scalpturatum Neumann, 1906                | Ornithodoros tabajara Muñoz-Leal et al., 2021          |
| Amblyomma sculptum Berlese, 1888                    |                                                        |
| Amblyomma tigrinum Koch, 1844                       |                                                        |
| Amblyomma triste Koch, 1844                         |                                                        |
| Amblyomma varium Koch, 1844                         |                                                        |
| Amblyomma yucumense Krawczak et al., 2015           |                                                        |
| Dermacentor Koch                                    |                                                        |
| Dermacentor nitens Neumann, 1897                    |                                                        |
| Haemaphysalis Koch                                  |                                                        |
| Haemaphysalis cinnabarina Koch, 1844                |                                                        |
| Haemaphysalis juxtakochi Cooley, 1946               |                                                        |
| Haemaphysalis leporispalustris (Packard, 1869)      |                                                        |
| Ixodes Latreille                                    |                                                        |
| Ixodes amarali Fonseca, 1935                        |                                                        |
| Ixodes aragaoi Fonseca, 1935                        |                                                        |
| Ixodes auritulus Neumann, 1904                      |                                                        |
| Ixodes bocatorensis Apanaskevich and Bermúdez, 2017 |                                                        |
| Ixodes catarinensis Onofrio & Labruna, 2020         |                                                        |
| Ixodes fuscipes Koch, 1844                          |                                                        |
| Ixodes lasallei Méndez Arocha and Ortiz, 1958       |                                                        |
| Ixodes longiscutatus Boero, 1944                    |                                                        |
| Ixodes loricatus Neumann, 1899                      |                                                        |
| Ixodes luciae Sénevet, 1940                         |                                                        |
| Ixodes paranaensis Barros-Battesti et al., 2003     |                                                        |
| Ixodes schulzei Aragão and Fonseca, 1951            |                                                        |
| Rhipicephalus Koch                                  |                                                        |
| Rhipicephalus microplus (Canestrini, 1888)          |                                                        |
| Rhipicephalus sanguineus (Latreille, 1806 )         |                                                        |
|                                                     |                                                        |

Os carrapatos mais comuns no Brasil são:
- Carrapato-de-boi (Boophilus microplus) que transmite ao gado a babesiose.
- Carrapato-de-cavalo ou Carrapato-estrela (Amblyomma sculptum)[20] é o que mais comumente parasita o homem. Também infesta mamíferos domésticos e silvestres e aves. Em sua forma adulta, ele é conhecido como carrapato estrela.  Fica grande, do tamanho de um feijão verde, ou até maior. A sua forma larval, o micuim,  está nos pastos no período de março a julho.  Este tipo de micuim, que pode ficar até 24 meses sem se alimentar, esperando um hospedeiro, no homem causa terrível coceira e inflamação que pode durar mais de um mes. É o principal vetor da Febre Maculosa.
- Carrapato-de-galinha (Argas miniatus), que transmite aos galináceos a bouba, doença infecciosa semelhante à sífilis.
- Carrapato-vermelho-do-cão (Rhipicephalus sanguineus), típico de cães e gatos. Os adultos preferem instalar-se na pele, entre o coxim plantar e as orelhas do cão. Sobem pelas cercas, muros, e espalham-se pelo canil, casa, etc. Não voam mas saltam. É de fácil controle.

Os Makuxi da região do rio Branco e rio Rupununi, compreendendo Brasil e Guiana, eram grandes apreciadores de carrapatos como alimento.